# Jaltocán (kommun i Mexiko)
Jaltocán är en kommun i Mexiko.   Den ligger i delstaten Hidalgo, i den sydöstra delen av landet, 200 km norr om huvudstaden Mexico City. Antalet invånare är 10 265.
Följande samhällen finns i Jaltocán:
- Jaltocan
- La Capilla
- El Chote
- Cuatecomaco
- Matachilillo
- Tzinancatitla
- Octatitla
- Tepexicuicuil
- La Ilusión
- Cuatzatzas
- Anacleto Ramos
- Revolución Mexicana
- Chiconcoac
- Potrero Zactipán